# Đông Sơn, Nghi Lan

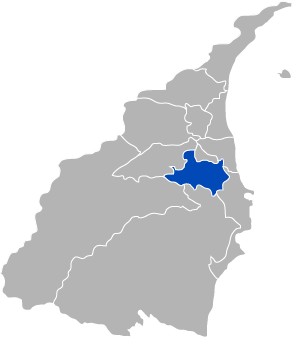
Vị trí tại Nghi Lan

Đông Sơn (tiếng Trung: 冬山; bính âm: Dōngshān; Wade–Giles: Tungshan; Bạch thoại tự: Tang-soaⁿ) là một hương (xã) của huyện Nghi Lan, tỉnh Đài Loan, Trung Hoa Dân Quốc (Đài Loan). Tên của hương bắt nguồn từ núi Đông Qua. Đông Sơn có ga xe lửa được coi là đẹp nhất tại Đài Loan. Diện tích của Đông Sơn là 79,8573 km², dân số vào tháng 8 năm 2011 là 52.887 người thuộc 17.597 hộ gia đình, mật độ cư trú đạt 662,3 người/km².